# 라 라손

로고

라 라손(스페인어: La Razón)은 스페인의 신문이다.